# Deutsche Botschaft Santiago de Chile

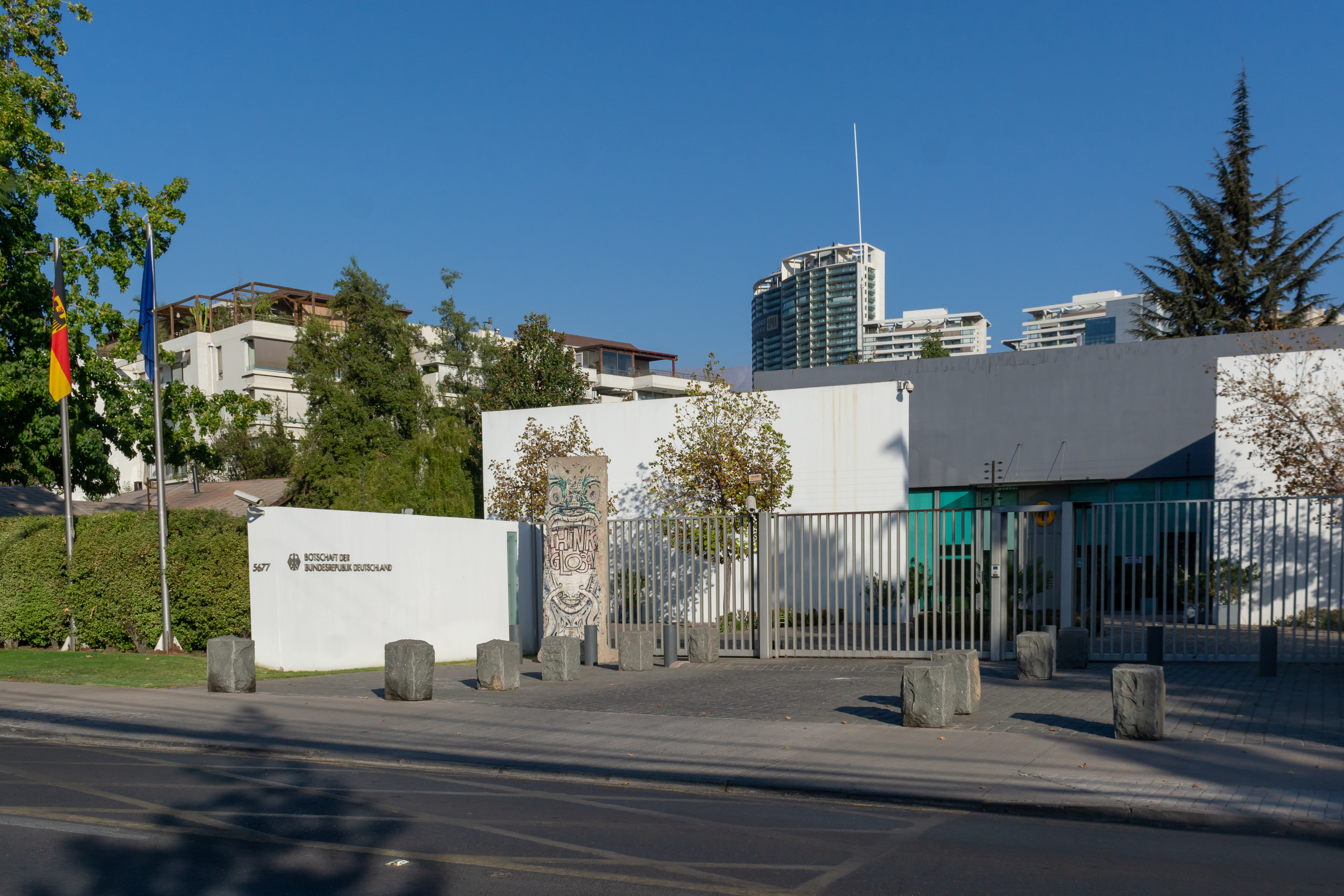
Deutsche Botschaft in Santiago de Chile

Die Deutsche Botschaft Santiago de Chile ist die offizielle diplomatische Vertretung der Bundesrepublik Deutschland in der Republik Chile.

## Lage und Gebäude
Die Botschaft liegt im Viertel Jardín del Este der Vorstadt Vitacura nordöstlich der chilenischen Hauptstadt Santiago de Chile. Die Straßenadresse lautet: Las Hualtatas 5677, Vitacura, Santiago de Chile.
Anfang der 2000er Jahre entstand ein Neubau des Kanzleigebäudes der Botschaft. Dieser wurde am 7. März 2002 feierlich eröffnet. Architekt war Dieter Georg Baumewerd aus Münster. Der Neubau entstand auf einem 3430 m² großen Grundstück. Das Auswärtige Amt hatte ein „solides, funktionales und wirtschaftliches“ Gebäude, das die Bundesrepublik „in angemessener Bescheidenheit repräsentiert“, ausgeschrieben. Das zweigeschossige Gebäude passt sich der umliegenden Bebauung an. Auf den Eingangspatio folgen eine zweigeschossige Halle mit den Treppen zum Obergeschoss und einer Galerie, einem Konferenzsaal sowie einem Patio mit anschließendem Garten. Der Eindruck der Kanzlei wird von weiß gestrichenem Beton, Glas, Naturstein und Stahl geprägt.
Die Residenz des Botschafters befindet sich im Villenviertel von Las Condes, das nur gut einen Kilometer von der Kanzlei entfernt liegt. Sie gehört seit 1955 der Bundesrepublik Deutschland. Das Haupthaus stammt aus dem Jahr 1944, ein Wohntrakt für Personal wurde 1959 angebaut. Wegen ihrer neoklassizistischen Fassade stehen die Gebäude unter Ensembleschutz. Es zeigte sich, dass das Gebäude „akut erdbebengefährdet“ war. Es musste aus Sicherheitsgründen vorsorglich geräumt werden. In den Jahren 2014/2015 fand im Rahmen einer Sanierung auch eine nachhaltige Erdbebenertüchtigung statt. Im Jahr 2011 waren in dem Gebäude bereits umfangreiche Maßnahmen zum Wärmeschutz durchgeführt worden.

## Aufgaben und Organisation
Die Botschaft Santiago de Chile hat den Auftrag, die chilenisch-deutschen Beziehungen zu pflegen, die Interessen Deutschlands gegenüber der Regierung von Chile zu vertreten und die Bundesregierung über Entwicklungen in Chile zu unterrichten.
In der Botschaft werden die Sachgebiete Politik, Wirtschaft, wirtschaftliche Zusammenarbeit, Wissenschaft und Technologie, Kultur und Presse bearbeitet. Es besteht ein Militärattachéstab unter Leitung eines Oberst.
Die Botschaft bietet alle konsularischen Dienstleistungen für deutsche Staatsangehörige sowie Hilfe im Notfall an. Sie stellt nationale Visa (Aufenthalt länger als 90 Tage) für Chilenen aus. Schengen-Visa werden für in Chile ansässige Bürger dritter Staaten ausgestellt. Chilenen benötigen für Aufenthalte im Schengen-Raum von bis zu 90 Tagen pro Halbjahr (ohne Aufnahme einer Erwerbstätigkeit) kein Visum.
Honorarkonsuln der Bundesrepublik Deutschland sind in Antofagasta, Arica, Concepción, La Serena, Puerto Montt, Temuco, Valdivia und Viña del Mar bestellt und ansässig.

### Wahrnehmung der Rolle der Botschaft in der Öffentlichkeit
Der Botschaft Santiago de Chile wurde vorgeworfen, jahrzehntelang Flüchtlingen aus der Colonia Dignidad nicht deren Ersuchen gemäß geholfen, sondern diese in die Siedlung zurückgeschickt zu haben. Der Botschaft wurde auch Kollaboration mit der »Kolonie« vorgeworfen. So habe sie Bezüge der Altersversorgung aus deutschen Rentenkassen pauschal mit 50.000 DM pro Monat auf ein Konto der Einrichtung überwiesen, ohne auf die vorgeschriebene persönliche Vorsprache der Bezugsberechtigten zu bestehen. Bei dem Staatsbesuch von Bundespräsident Joachim Gauck in Chile lud die Botschaft im Jahr 2016 zwei enge frühere Mitarbeiter des Sektenführers Paul Schäfer zu dem offiziellen Empfang ein. Auf eine schriftliche Anfrage im Bundestag teilte das Auswärtige Amt mit, es habe sich nicht um ein Versehen, sondern um eine nach gründlicher Abwägung getroffene Sachentscheidung gehandelt.

## Geschichte
Die Botschaft der Bundesrepublik Deutschland wurde am 4. Februar 1952 eröffnet.
Das Deutsche Reich war seit 1871 bis zum Abbruch der diplomatischen Beziehungen am 20. Januar 1943 durch Gesandte, seit 1936 durch einen Botschafter in Chile vertreten.
Die DDR unterhielt seit 1956 eine Handelsvertretung in Santiago de Chile. Am 16. März 1971 kam es zur Aufnahme diplomatischer Beziehungen. Von 1971 bis 1973 waren Botschafter der DDR vor Ort. Nach dem Militärputsch im September 1973 unterbrach die DDR die Beziehungen und richtete in der Botschaft Finnlands, später Rumäniens bis 1987 eine Interessenvertretung ein. Nach dem Ende der Militärdiktatur in Chile Anfang 1990 wurden die Beziehungen wieder normalisiert und ein Geschäftsträger traf ein, der jedoch nach dem Beitritt der DDR zur Bundesrepublik Deutschland im selben Jahr sein Amt verlor.